# Deanery Garden

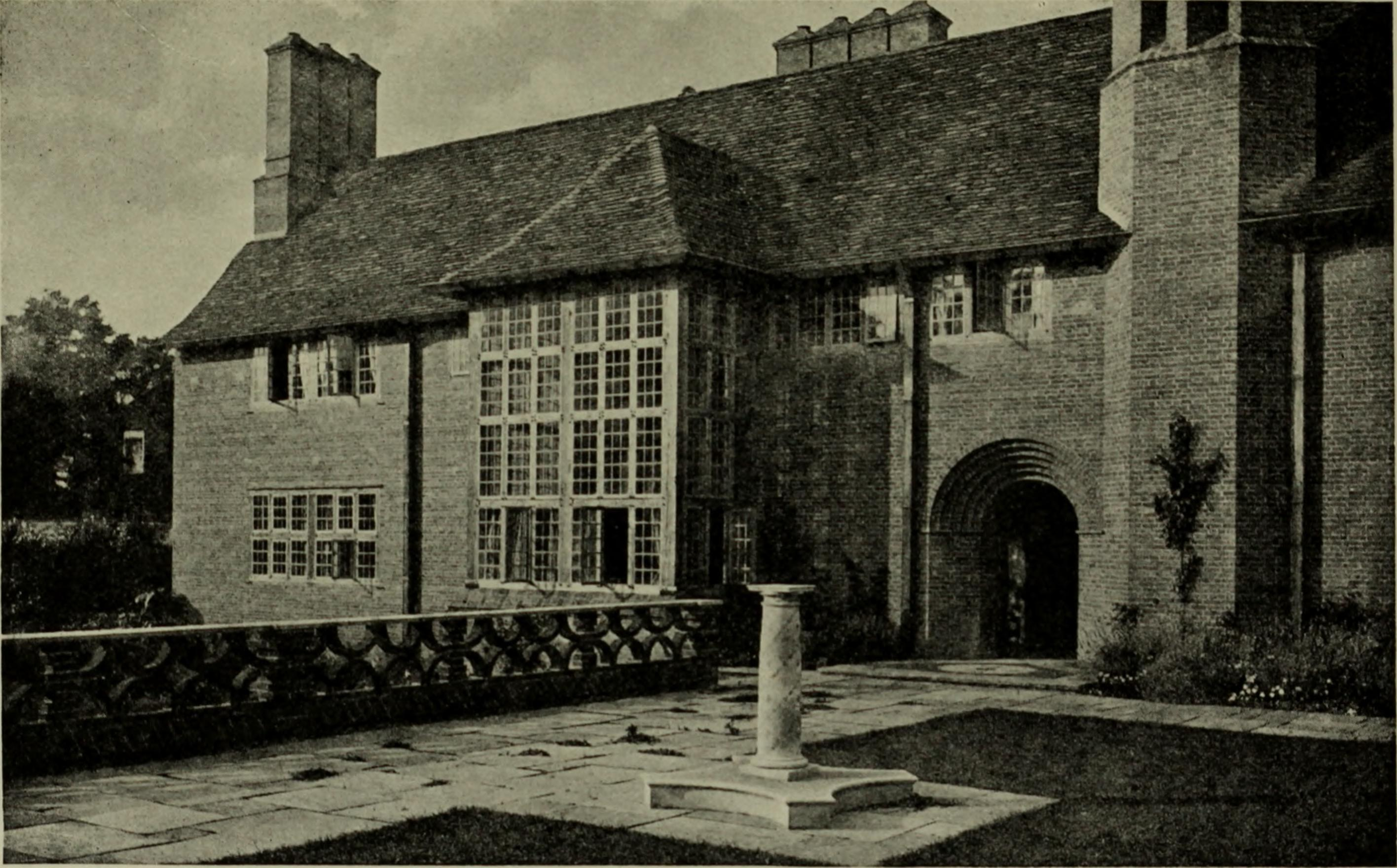
Façade sud du jardin de la maison en 1921

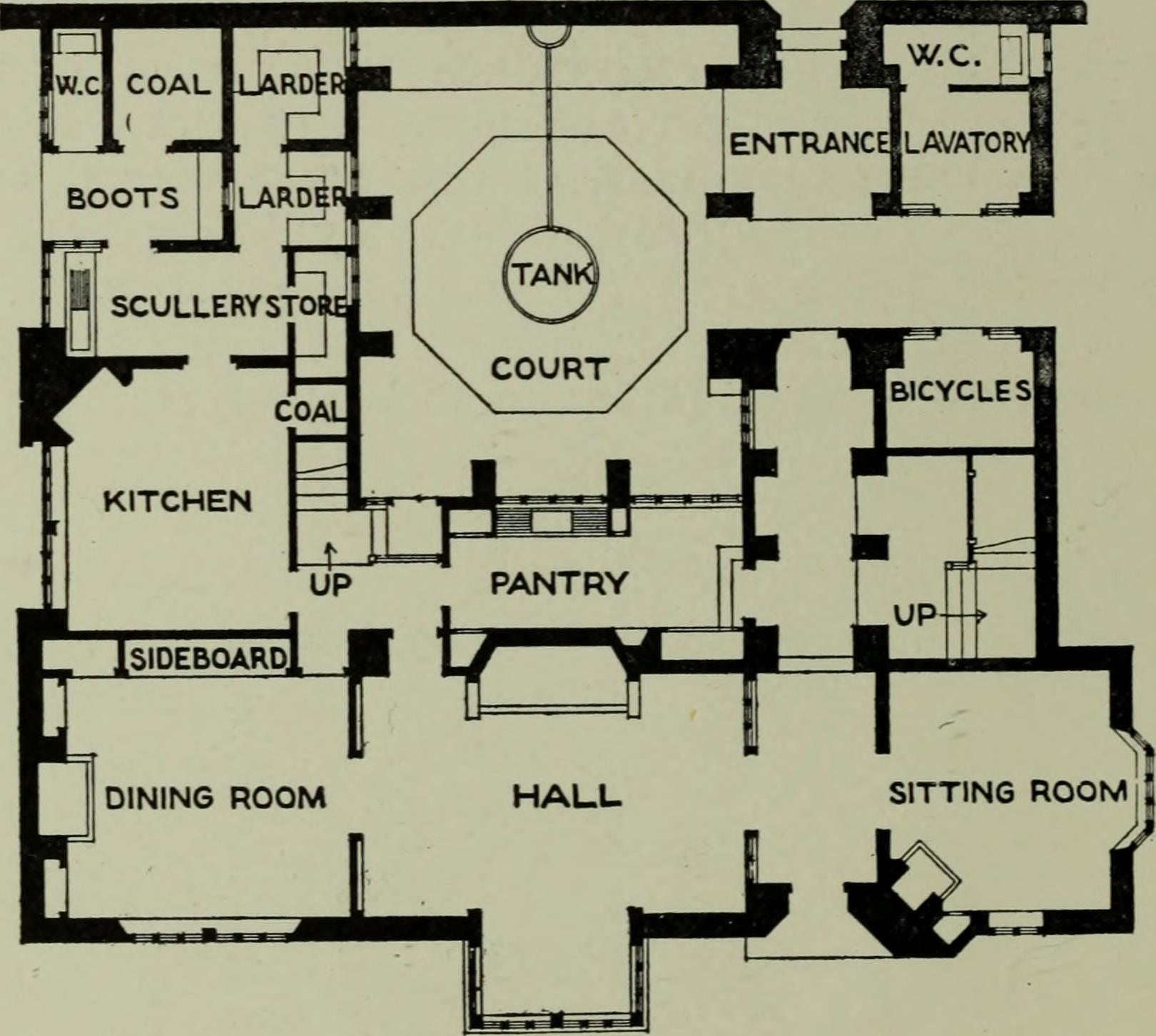
Plan du rez-de-chaussée de la maison, 1921

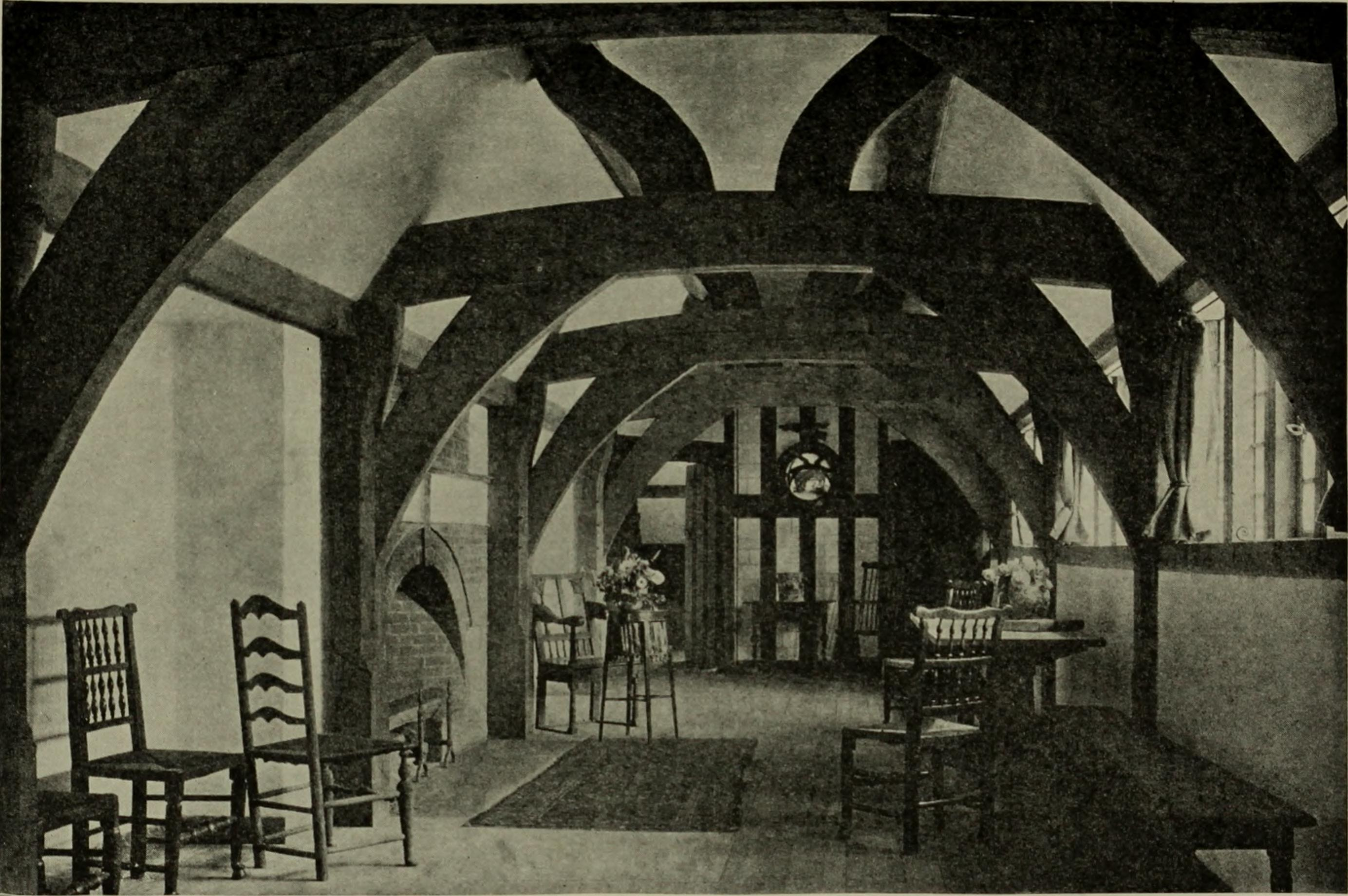
La galerie de l'étage en 1921

Deanery Garden ou The Deanery est une maison et un jardin de style Arts and Crafts à Sonning, Berkshire, Angleterre. La maison a été conçue et construite par l'architecte Edwin Lutyens entre 1899 et 1901. Les jardins  ont été aménagés par Lutyens et plantés par la jardinière Gertrude Jekyll.

## Conception et construction
La maison a été construite pour le fondateur du premier magazine de mode de vie Country Life, Edward Hudson, essentiellement comme maison témoin. Elle a été présentée dans le magazine. La maison a ensuite été considérablement agrandie sur son côté nord. Le jardin (environ 1 hectare) a été planté par Gertrude Jekyll. Bien que situés au centre du village, à côté de l'église St Andrew et de l'auberge Bull, la maison et le jardin sont très isolés, étant entourés de hauts murs. Cependant, le jardin peut être vu depuis le clocher de l'église.

## Propriétaires
Deanery Garden a appartenu à Nigel Broackes (à partir du début des années 1970) et à Stanley Seeger dans les années 1980. Marian Thompson a contribué à la restauration du jardin. La maison et les jardins, qui appartiennent désormais à Jimmy Page, guitariste du groupe Led Zeppelin, ne sont pas ouverts au public.